# Kompleks lewaluaski
Kompleks lewaluaski – w kompleksie tym upowszechnia się umiejętność kształtowania formy odłupków, odbijanych od specjalnie przygotowanych rdzeni. Polegała na wcześniejszym przygotowaniu koncentrycznymi odbiciami przyszłej odłupni rdzenia, od której oddzielano następnie odłupki pożądanego kształtu, np. trójkątne zwane ostrzami, ewentualnie prostokątne, zwane wiórami lewaluaskimi. Jej upowszechnienie było dziełem neandertalczyków, mimo że w okresie początkowym towarzyszyła preneandertalskim formom pięściaka aszelskiego.

## Charakterystyka kulturowa
Termin środkowy paleolit odnosi się do charakterystycznych wyrobów kulturowych, spotykanych na terenie zachodniej Eurazji. Odpowiednikiem dla tego terminu odnośnie do terenów afrykańskich jest środkowa epoka kamienia (MSA – Middle Stone Age). Proces przechodzenia od aszelskiej tradycji technologicznej do środkowej epoki kamienia znanej z terenów afrykańskich trwał od ok. 300 do 200 tys. lat temu, zaś koniec MSA wyznacza okres między 50 a 20 tys. lat temu. Większość terenów afrykańskich w okresie MSA technologicznie opiera się na tzw. technice lewaluaskiej, znanej już z ostatnich faz dolnego paleolitu, wówczas jednak jej udział w produkcji narzędzi był mały. W okresie MSA technika lewaluaska dominuje w procesie produkcji narzędzi, obok niej poświadczone jest występowanie technologii wiórowej. Na pozostałych terenach afrykańskich w okresie trwania MSA poświadczona jest kontynuacja wzorców znanych z tradycji aszelskiej, jednak przy znacznym ich udoskonaleniu, co poświadcza obecność bifacjalnie retuszowanych ostrzy znanych jako ostrza liściowate, które wyparły masywne pięściaki. Tradycja aszelska na terenie Afryki przetrwała do ok. 200 tys. lat temu, zaś lokalnie mogła przetrwać do ok. 60 tys. lat temu (stanowisko Kalambo Falls na pograniczu Tanzanii i Zambii).

## Klasyfikacja technologiczna
Na terenie Afryki w okresie trwania MSA poświadczona jest obecność 5 technologii obróbki narzędzi kamiennych:
1. Facja Pietersburg – nazwa tej facji technologicznej pochodzi od stanowiska Pietersburg (północne terytoria RPA). Trwanie tej facji na terenie Afryki wyznaczają daty od 118 do 60 tys. lat temu. Inwentarze tej facji charakteryzuje się rozwiniętą technologią odłupkowo-wiórową z przygotowanymi rdzeniami lewaluaskimi, z których produkowano odłupki o wcześniej zamierzonych kształtach. Odłupki te przeważnie w swej formie były wydłużone. Z odłupków tych wykonywano retuszowane ostrza bądź zgrzebła. Facja ta znana jest głównie z terenów RPA, m.in. ze stanowisk Montagu, Border, Jaskinia Lwa.
2. Przemysł sangijski – nazwa tej tradycji technologicznej pochodzi od stanowiska Sango, które znajduje się na brzegu Jeziora Wiktorii. Technologia ta znana jest głównie z obszarów wschodniej części Afryki Południowej sięgając aż do Tanzanii i Kenii a także we wschodniej części Afryki Środkowej oraz Angoli północnej, części Malawi i Zambii. W zespole tym występują narzędzia takie jak masywne pięściaki, piki oraz rozłupce charakterystyczne dla aszelskiej tradycji technologicznej. Inwentarz ten uzupełniany jest przez wiele narzędzi odłupkowych. Zespoły sangijskie rozwijały się w okresie od 120 do 80 tys. lat temu.
3. Przemysły lupembijskie – nazwa dla tych przemysłów pochodzi od eponimicznego stanowiska Lupemba (dorzecze rzeki Szaby). Przemysły lupembijskie stanowią bezpośrednią kontynuację przemysłów o tradycjach sangijskich. Tendencja ta poświadczona jest przez zastępowanie grubych pięściaków i pik przez tzw. ostrza liściowate. Okres trwania tej tradycji technologicznej mieści się w przedziale od 60 do 38 tys. lat temu. Zespół inwentarzy charakterystyczny dla tego przemysłu znany jest głównie z terenów Angoli oraz Demokratycznej Republiki Konga i Zambii.
4. Przemysły mustiersko-lewaluaskie – przemysły mustiersko-lewaluaskie powstały na podłożu przemysłów, które charakteryzowały się paralelną obecnością narzędzi powstałych z zastosowania technologii bifacjalnej (tzw. ostrza liściowate) oraz narzędzi wykonywanych za pomocą techniki lewaluaskiej. Odłupki powstałe w wyniki zastosowania techniki lewaluaskiej miały najczęściej formę trójkątnych ostrzy, które stopniowo w miarę rozwoju tego przemysłu będą wypierać ostrza wytworzone przy zastosowaniu techniki bifacjalnej. Inwentarze te znane są głównie z terenów Etiopii i Somalii. Około 180 tys. lat temu nastąpiła transformacja, narzędzia lewaluaskie stanowiły nadal dominujący element w inwentarzach kamiennych, które uzupełniane były przez ostrza liściowate. Jedyne novum stanowiły zgrzebła i ostrza mustierskie.
5. Przemysły mustierskie – z ich rozwojem mamy do czynienia na terenach północnoafrykańskich w okresie między 170 do 70 tys. lat temu, nazwa pochodzi od stanowiska w jaskini La Moustiere we Francji. Zespoły przemysłów mustierskich w Afryce Północnej charakteryzuje współwystępowanie technologii lewaluaskiej i mustierskiej. Efektem stosowania techniki mustierskiej jest obecność tzw. zgrzebeł i ostrzy mustierskich – jaskinia Rhafas (Maroko). Horyzont inwentarzy charakterystycznych dla przemysłów mustierskich obejmuje tereny Maroka, m.in. jaskinie Rhafas i Taforalt oraz stanowisko Stacja Meteorologiczna koło Oujdy, a także ziemie dzisiejszej Tunezji (stanowisko Ain Meterchem) oraz Libii – jaskinia Hua Fteah. Około 40 tys. lat temu na terenie północno-zachodniej części Afryki doszło do transformacji „mustierienu” w aterien. Aterien – nazwa tej jednostki kulturowej pochodzi od eponimicznego stanowiska Bir el-Ater leżącego na terenie dzisiejszej Algierii. Inwentarz narzędzi kamiennych aterienu wykazuje wiele elementów wspólnych z „mustierienem”, m.in. obecność ostrzy i zgrzebeł mustierskich, novum zaś w inwentarzach aterienu stanowią tzw. ostrza trzoneczkowate. Ostrza posiadają intencjonalnie uformowany trzoneczek, co ułatwiło osadzenie go w drzewcu. Zjawiska kulturowe utożsamiane z Aterienem poświadczone są na terenie całego Maghrebu.

## Sposoby zdobywania pożywienia
W okresie środkowej epoki kamienia na terenie Afryki całkowicie zanikło padlinożerstwo, a dominującą formą zdobywania pożywienia było polowanie. Działania łowieckie były starannie zaplanowane, synchronizowane, uwzględniały sezonowe ruchy stad i dotyczyły też form groźnych dla samych polujących tzn. dużych drapieżników. Specjalizacja łowiecka grup ludzkich poświadczona jest przez obecność pułapek na zwierzynę łowną – stanowisko GvJm-46 w Kenii.
Wykorzystywanie pokarmów roślinnych przez ludność żyjącą w Środkowej Epoce Kamienia poświadczone jest przez znaleziska różnego rodzaju narzędzi kamiennych typu rozcieraczy. Znaleziska takie znane są z Katandy w Demokratycznej Republice Konga.